# Испрани
Испрани је хрватски филм снимљен 1995. године. Филм је награђен Златном ареном филмског фестивача у Пули.

## Радња
Студенткиња Јагода живи у страћари на рубу града с братом и родитељима, и рођаком прогнаником. Скученост, неимаштина, чежња за тренуцима самоће, мира и интиме дубоко оптерећује Јагоду, а њезине фрустрације појачава веза с младим Златком, војником који је и сам трауматизован, а с којим никако не може остварити интимни однос, јер не успевају пронаћи простор за интиму...

## Улоге
| Глумац                    | Улога  |
| ------------------------- | ------ |
| Катарина Бистровић Дарваш | Јагода |
| Филип Шоваговић           |        |
| Јосип Кучан               | Златко |
| Мустафа Надаревић         | Отац   |
| Божидарка Фрајт           | Мајка  |
| Иво Грегуревић            | Иво    |
| Зденка Анушић             |        |
| Андреа Баковић            |        |
| Мира Босанац              |        |
| Иван Бркић                |        |
| Ивана Буљан               |        |
| Месуд Дедовић             |        |
| Тарик Филиповић           |        |
| Емил Глад                 |        |
| Твртко Јурић              |        |
| Славен Кнезовић           |        |
| Винко Краљевић            |        |
| Нерма Крешо               |        |
| Данко Љуштина             |        |
| Драго Мештровић           |        |

Остале улоге  ▼
| Глумац               | Улога |
| -------------------- | ----- |
| Слободан Миловановић |       |
| Сретен Мокровић      |       |
| Звонимир Новосел     |       |
| Еција Ојданић        |       |
| Божо Орешковић       | Ђука  |
| Денис Патафта        |       |
| Предраг Петровић     |       |
| Дора Полич           |       |
| Маринко Прга         |       |
| Ана Релснер          |       |
| Ален Шалиновић       |       |
| Винко Стефанац       |       |
| Бранко Супек         |       |
| Антун Тудић          |       |
| Ђуро Утјешановић     |       |
| Драго Утјешановић    |       |
| Круно Валентић       |       |
| Звонко Зечевић       |       |